# Kutara costalis
Kutara costalis är en insektsart som beskrevs av William Lucas Distant 1908. Kutara costalis ingår i släktet Kutara och familjen dvärgstritar. Inga underarter finns listade i Catalogue of Life.